# Fanny zu Reventlow
Fanny zu Reventlow (v času svojega življenja so bila njena dela izdana pod imenom F. grofica zu Reventlow, danes poznana pod imenom Franziska grofica zu Reventlow).* 18. maj 1871 Husum Nemčija † 26. julij 1918 Locarno Švica, nemška pisateljica, slikarka in prevajalka
Fanny grofica zu Reventlow, poznana kot grofica škandalov ali kot grofica münchenske boeme ter avtorica romana Zapisi gospoda Dames (nem. Herrn Dames Aufzeichnungen).

## Življenjepis
Fanny Reventlow se je rodila 18. maja 1871 kot peti izmed otrok šestih pruskemu aristokratu grofu Ludwig zu Reventlowu (1824-1893) in njegovi ženi Emilie, rojeni grofici zu Rantzau (1834-1905), v gradu pred Husumom. Njen brat Ernst Reventlow (1869-1943) je bil oficir marine, pisatelj, novinar in nemško ljudski, kasneje nacionalistični politik. Družina je ohranjala stike s pisateljem Theodorjem Stormom in z družino Ferdinanda Tönniesa, kasnejšega ustanovitelja sociologije v Nemčiji. V svoji avtobiografiji Ellen Olestjerne (1903) opisuje Franziska zu Reventlow svojo strogo vzgojo v »visoko hčer« ter v mlado damo, s pomočjo družine in dekliškega internata za punce, Aldenburg Magdalenenstift v Thüringenu, iz katerega so jo zaradi neprimernega obnašanja  že po prvem letu izključili. Po očetovi upokojitvi leta 1889 se je družina preselila v Lübeck. 
Leta 1890 je s svojo trmo prepričala starše, da so ji dovolili obiskovati Roquetteschov privatni seminar za učiteljice. Seminar je zaključila leta 1892 in s tem pridobila dovoljenje, da poučuje na visokih in srednjih dekliških šolah. Pripravništvo za plemkinje je v tem času bilo zelo neobičajno. S pomočjo svojega kroga prijateljev, ki se je združil v »Ibsen Club«, se je zgodaj seznanila z družbeno-kritično literaturo ter z zbranimi deli Nietzscheja.
Leta 1892 so njeni starši odkrili ljubezenska pisma Emanuela Fehlinga (1873-1932), zato so jo, s ciljem poboljšanja, poslali k pastorski družini na podeželju v Adelby pri Flensburgu. Od podeželja je leta 1893 pobegnila k znancem v Wandsbek in se s tem za vedno sprla z družino. V Wandsbeku je spoznala svojega bodočega zaročenca, pripravnega sodnika Walterja Lübkeja. Lübke ji je istega leta v poletnem času financiral bivališče v Münchnu med časom študija slikarstva pri Antonu Ažbetu. Fanny in Lübke sta se nato leta 1894 poročila. Poroka se je za Reventlowo izkazala kot odskočna deska v samostojno življenje. Medtem, ko je leta 1895  nadaljevala študij v Münchnu, je njen zakon propadel.
Franziska zu Reventlowa je po propadlem zakonu živela samostojno boemsko življenje v Münchnu, ki se ji je vrtelo okoli finančne krize, bolezni ter številnih splavov. Prezirala je vojsko, birokracijo, aristokracijo, materializem in nacionalistični duh, ki je spremljal ustanovitev nemškega cesarstva in mu je pripadal njen brat, pa tudi celotno vzgojo mladih dam v meščanski družbi.   
1. Septembra 1897 se ji je rodil sin Rolf († 12. Januar 1981) v Münchnu, ime očeta nam je danes sicer znano, a ga je v času svojega življenja zavestno skrivala.  Preživljala se je s prevajanjem literarnih besedil pri založniku Albertu Langu in z lastnimi prispevki za revije in dnevnike (Die Gesellschaft, Simplicissimus, Neue Deutsche Rundschau, Frankfurter Zeitung, Münchner Neueste Nachrichten). 
Med drugim se je po nekaj učnih urah igralstva leta 1898 za kratek čas pridružila gledališču Theater pri Gärtnerplatzu (današnji mestni teater na Gärtnerplatzu) ter akademsko-dramatskem društvu mladega Otta Falckenberga. Izvajala je tudi priložnostna dela, kot so prostitucija, bila je tajnica, pomožna kuharica, zavarovalna agentka, hostesa itd. Večino zaslužka, kot je v času boeme bilo značilno, zaslužila s prispevki njenih  moških poznanstev.
Svoje izkušnje iz münchenske umetniške scene je uporabila pri svojem glavnem humorističnem romanu Zapisi gospoda Dames  (nem. Herrn Dames Aufzeichnungen). Münchenski umetniki so se imenovali krog »Kosmiker«, to so bili Karl Wolfskehl, Ludwig Klages in Alfred Schuler. Reventlowo so, zaradi njenega nezakonitega sina ter erotične svobode poimenovali »poganska Madona« in »reinkarnacija antične Hetere«.
Bila je tudi v stiku z Oscarjem A. H. Schmitzem , Theodorjem Lessingom, Friedrichom Huchem, Erichom Mühsamom, Oskarjem Panizzem, Rainerjem Mario Rilkejem, Marianno von Werefkin, Alexejem von Jawlenskyjem ter z drugimi predstavniki münchenske moderne. S svojim sinom je potovala v Samos (1900), v Italijo (1904,1907) ter na Krf (1906/1907). 
Leta 1910 se je iz Münchna preselila v Ascono, kjer so nastali njeni »münchenski romani«. Leta 1911 se je podala v površinski zakon s kurlandskim  baronom Alexander von Rechenberg-Linten. Zakon je bil pogoj za svojo dediščino, a je premoženje izgubil že leta 1914 zaradi bančne krize.
Leta 1916 se je Fanny zu Reventlow preselila v Muralto na jezero Maggiore. Fanny zu Reventlow je umrla 26. julija 1918, po posledicah padca s kolesom, v bolnišnici v Locarnu. Njen pogrebni govor je držal Emil Ludwig. Njen grob leži na pokopališču cerkve Santa Maria v Selvi v Locarnu. 

## Ustvarjanje
Kljub temu, da je bila Fanny ambiciozna slikarka, si je mesto v zgodovini zagotovila s svojimi literarnimi deli. S humoristično-satiričnimi deli okrog leta 1900 kaže čudovit primer münchenske boeme. Njeni romani in novele se prebirajo še danes.
Avtobiografski roman Ellen Olestjerne(1903) je tipični roman tistega časa. Reventlowa ga je napisala po pobudi Ludwiga Klagesa, kot vstopnica v krog »Svobodnih« (nem. Die Befreiten), kot so takrat imenovali münchenske umetnike.  Za avtobiografijo je uporabila avtentične zapiske iz dnevnika ter ljubezenska pisma iz njene  mladosti v Lübecku. Kasneje se je v njenem Schwabinger Beobachter oddaljila od svojega prvega dela ter od kroga »Kosmiker« .
S svojimi novelističnimi romani in pripovedmi je v prvem desetletju 20. stoletja vstopila v nov svet. Svoj preprosti humorističen govor se je razvil z več kot štiridesetimi prevodi francoskih družbenih romanov (npr. Marcel Prévost) ter z vici katere  je za pet mark pisala za satirično tedensko revijo Simplicissimus. V Amoreskah od Paula do Pedra (1912) je v obliki pisemskega romana Nevarna razmerja (fr. à la Liaisons Dangereuses) kateri prikazuje erotična dogajanja v času boeme. Njeno najpomembnejše delo je ključni roman Zapisi gospoda Dames ali dogodki v čudni četrti mesta (nem. Herrn Dames Auszeichnungen oder Begebenheiten aus einem merkwürdigen Stadtteil, 1913). Roman povzema svoj humoristični potencial iz umetnostno naivnih komentarjev nevtralnega opazovalca gospoda Dame. V delu Težave z denarjem (nem. Der Geldkomplex, 1916), naslovljena Posvečeno mojim oboževalcem (nem. Meinen Gläubigern zugeeignet), je Fanny (ponovno roman v pismih) prikazala nihajoče komični upor o denarnih dimenzijah boemskega življenja. Težave z denarjem je parodija na psihoanalizo. Pripovedi münchenskega žanra so izšli leta 1917 pod naslovom Prenočišče pri majavem globusu (nem. Das Logierhaus zur Schwankenden Weltkugel) ter druge novele v zbirki  Langens Markbücher.
Njen zadnji roman se je imenoval Društvo samomorilcev (nem. Der Selbstmordverein). Kljub ironiji se v njem kaže tudi melanholičen vtis, ki izhaja iz časa pred prvo svetovno vojno. V tem času sta se boemski krogi iz Münchna in Berlina vedno bolj vračali v reformatorsko-sektaške kroge v zaledjih (Monte Verita) ali pa so se priključili k političnimi akcijami. Roman ni bil dokončan (izdan kot fragment leta 1925). Annette Kolb je v svoji knjigi Zarastro (1921) zapisala o srečanju s Fanny Reventlow, eno leto pred njeno smrtjo, maja 1917: 
Njen cinizem je bil brez meja, vendar vedno z milino. Ni hotela več pisati […]. Govorila sem o njeni  pisavi in da ni nobene knjige te zvrsti in kvalitete, s tako medlo, posmehljivo in duhovito vsebino. Vendar je le  zmajala z glavo: pretežko je.
Ne le v delu Ellen Olestjerne, tudi v njenih kasnejših delih je uporabila veliko avtobiografskega materiala, tako da vse kar je v njenih delih zapisano, je dodano v njeno biografijo. Tako so zaradi pripovedi Posel z grofskim mlekom (nem. Das gräfliche Milchgeschäft) domnevali, da je začasno delala kot prodajalka mleka, a za to ni dokazov.
Fanny Reventlow za svoje bralce in oboževalce ni zanimiva le zaradi svojih del, temveč tudi oz. predvsem, zaradi njenega pestrega življenja. Zanimive so tudi njene ljubezenske zveze (med drugimi z Ludwigom Klagesom, Karlom Wolfskehlom, Alfredom Frießom, Walterjem Strichom ter Güntherjem von Pechmannom). Reventlow si je v Münchenski moderni zagotovila mesto, kot münchenska grofinja. Živela je tudi v stanovanjski skupnosti, katera je postala znana po njenih prijateljih Bohdan von Suchocki in Franz Hessel, ki je vse skupaj financiral. Skupščina je delovala med letoma 1903-1906 v „Eckhausu“, v Kaulbachstraße 63(hiša ne stoji več). V 70-tih in 80-tih letih 20. stoletja je bila Fanny zu Reventlow, zaradi njenega nekonvencionalnega življenja poimenovana ikona seksualne revolucije in ženske emancipacije. Reventlow se je v svojem času sodobnega ženskega gibanja oddaljevala s cinizmom, čeprav je imela dobre prijateljske odnose z njenimi predstavniki (Anita Augspurg in Helene Böhlau). Šele pred kratkim se je na kulturno-znanstvenem raziskovanju literarne moderne in boemske družbe v Münchnu in Berlinu, pričelo zanimanje za literaturo Reventlowe ter za njeno skoraj pozabljeno biografijo münchenske grofice.

## Publikacija in ime
Kult kateri se je odvijal o Fanny zu Reventlow je zaslužen njeni snahi Elsi Reventlow.
Leta 1925 je izdala knjigo, katera je vsebovala skrajšano, anonimno in literaturno formo, vendar pa tudi s številnimi pomanjkanjem, ponarejanjem, kateri so vsebovali izpiske iz dnevnika Fanny zu Reventlow. Leta 1928 so izšla tudi pisma, s katerimi se je ponovno soočala s težavami. Kajti pisma Ludwiga Klagesa, niso bila Elsi Reventlow poslana v originalu temveč le od Klagesa izbrana pisma, ki so bila radikalno skrajšana in v novem čistopisu na razpolago.
Prvo izdajo avtobiografskih zbirk so ponovno izdali med letoma 1971-81, čeprav v revidirani in dopisani ter še vedno v neoriginalni verziji. Obzirnost na leta med 1925-28 živeče osebnosti ni bilo več potrebno, zato identitete oseb ni bilo potrebno več skrivati. Vendar je fikcionalna oblika dnevnika (npr. napis poglavja) in pomanjkljivo oblikovanje besedila (izpustitve itd.) ostalo. Po dolgem obdobju, brez primerjave z originalnem rokopisu je bila ta izdaja dnevnikov sprejeta leta 2004 v petih izvodih. Tudi pisma so bila za to izdajo deloma prebrane in kritično revidirane. Najpomembnejša avtobiografska pisava od Fanny zu Reventlow, njen dnevnik, je bil šele leta 2006 avtentično izdan.
S pomočjo Else Reventlow in njeni posmrtni izdaji se je ime »Franziska grofica zu Reventlow« ustalilo v misli ljudi, kateri status je edinstven.
V rojstnem listu piše Fanny, anekdota pravi, da ni marala svojega krščanskega imena in je zaradi tega želela da jo ljudje kličejo Franziska, kar se v obstoječem dokumentu ne da dokazati. Obstajajo namigi, da je obstajala igra z njenim imenom, katero jo je s svojimi prijatelji igrala v Münchnu. Ime Fanny se uporablja predvsem v severnem delu Nemčije in Anglije, a se je v bavarskem jezikovnem območju ustalilo kot okrajšava imena Franziska, a to verjetno nimata nič v zvezi. Zaradi tega nesporazuma sta jo Rilke in Klages v njihovih pismih poimenovala Francisca ali tudi Franciska. V svojem dnevniku in v pismih za Klages se je poigravala v jaz vlogi kot mala Fanny in velika Franziska. Zaradi tega poigravanja se je kasneje odrasla Reventlow leta 1898 v literarni koledar Kürschner vpisala kot Franziska grofica zu Reventlow. To se je zgodilo le enkrat, saj se v naslednjih letih ni več trudila, da bi se vpisala v Kürschner koledar in njihovih letnih vprašalnikih. Tudi pri svojem poskusu uspeti v teatru, si je po dokumentih sledeč dodala umetniško ime Franziska grofica zu Reventlow. Vendar to pri svojih literarnih delih ni uporabila. Njeni članki za Züricher diskusijo leta 1898 in 1899 je Panizza izdala pod njenim pravilnim imenom Fanny grofica zu Reventlow.
Njene knjige ter prevodi so v letih 1897−1917 bili izdani pod imenom F. grofica zu Reventlow, kar torej velja za njeno ustvarjalno ime.

### Originalne izdaje
- Amoureske od Paula do Pedrota (nem. Amouresken: von Paul zu Pedro), München 1912 (COBISS)
- Ellen Olestjerne, München 1903
- Težave z denarjem (nem. Der Geldkomplex), München 1916
- Zapisi gospoda Dames ali dogodki v čudni četrti mesta (nem. Herrn Dames Aufzeichnungen oder Begebenheiten aus einem merkwürdigen Stadtteil), München 1913

### Posmrtne izdaje
- Zbirka del v enem izvodu (nem. Gesammelte Werke in einem Bande, hrsg. und eingel. von Else Reventlow), München 1925
- Zbrana dela, dnevnik in pisma v petih zvezkih (nem. Sämtliche Werke, Tagebücher und Briefe in fünf Bänden), Oldenburg 2004
- Neobjavljena pisma Franziske grofice zu Reventlow za Anno Petersen in za Ferdinand Tönnies (nem. Unveröffentlichte Briefe von Franziska Gräfin zu Reventlow an Anna Petersen und an Ferdinand Tönnies), Heide 2008

### Film
- Die Reventlow, film v treh delih (Die Reventlow, dreiteiliger Fernsehfilm, BRD 1980)